# Daniele Lupo
Daniele Lupo, född 6 maj 1991 i Rom, är en italiensk beachvolleybollspelare. 
Lupo spelar tillsammans med Paolo Nicolai. De blev olympisk silvermedaljörer vid OS 2016 och har vunnit EM tre gånger (2014, 2016 och 2017). De har även vunnit italienska mästerskapet tre gånger tillsammans. Dessutom Lupo vunnit italienska mästerskapet en gång tillsammans med Alex Ranghieri.